# Liste von Mitgliedern der Sektion Bern des Schweizerischen Zofingervereins
Die Liste beinhaltet ausgewählte Mitglieder (Wissenschaftler, Schriftsteller, Künstler, Politiker) der Sektion Bern des 1819 gegründeten Schweizerischen Zofingervereins.
| Bild | Name                                         | Lebenszeit | Bemerkungen |
| ---- | -------------------------------------------- | ---------- | --- |
|      | Albert Bitzius bekannt als Jeremias Gotthelf | 1797–1854  | Theologe, Schriftsteller, Mitbegründer des Schweizerischen Zofingervereins                                        |
|      | Gottlieb Ludwig Studer                       | 1801–1889  | Theologe, Historiker, Mitbegründer des Schweizerischen Zofingervereins                                            |
|      | Friedrich Zyro                               | 1802–1874  | Theologe, Hochschullehrer                                                                                         |
|      | Johann Rudolf Schneider                      | 1804–1880  | Arzt, Politiker, Initiator der Juragewässerkorrektion                                                             |
|      | Eduard Blösch                                | 1807–1866  | Jurist, Politiker, Präsident des Bundesgerichts                                                                   |
|      | Albrecht Weyermann                           | 1809–1885  | Pfarrer, Bundeskanzler, Politiker                                                                                 |
|      | Ulrich Ochsenbein                            | 1811–1890  | General, Mitglied des ersten Schweizerischen Bundesrates                                                          |
|      | Ludwig Rütimeyer                             | 1825–1895  | Anatom, Zoologe, Geologe und Paläontologe                                                                         |
|      | Friedrich Gerber                             | 1828–1905  | evangelischer Geistlicher und Pädagoge                                                                            |
|      | Karl Gustav König                            | 1828–1892  | Jurist und Politiker                                                                                              |
|      | Albert Anker                                 | 1831–1910  | Maler |
|      | Albert Bitzius (Sohn)                        | 1835–1882  | Schweizer reformierter Theologe und Politiker aus der Schweiz                                                     |
|      | Edmund von Steiger                           | 1836–1908  | Theologe und Politiker                                                                                            |
|      | Theodor Kocher                               | 1841–1917  | Chirurg und Nobelpreisträger                                                                                      |
|      | Albert Steck                                 | 1843–1899  | Fürsprecher, Politiker, Mitbegründer der Sozialdemokratischen Partei der Schweiz                                  |
|      | Gottfried Strasser                           | 1854–1912  | Pfarrer, Dichter, Förderer des Bergführerwesens                                                                   |
|      | Otto von Greyerz                             | 1863–1940  | Historiker, Schriftsteller                                                                                        |
|      | Hermann Lindt                                | 1872–1937  | Fürsprecher, Stadtpräsident von Bern, Grossrat                                                                    |
|      | Karl Scheurer                                | 1872–1929  | Jurist, Regierungsrat, Bundesrat                                                                                  |
|      | Richard Feller                               | 1877–1958  | Historiker |
|      | Eduard von Steiger                           | 1881–1962  | Politiker, Bundespräsident                                                                                        |
|      | Rudolf Minger                                | 1881–1955  | Ehrenzofinger, Politiker, Bundespräsident                                                                         |
|      | Alfred Schmid                                | 1884–1946  | Arzt, Privatdozent, Bibliophiler                                                                                  |
|      | Walter Stucki                                | 1888–1963  | schweizerischer Minister                                                                                          |
|      | Jakob Otto Kehrli                            | 1892–1962  | Oberrichter des Kantons Bern, Schriftsteller, Kulturhistoriker                                                    |
|      | Georg Wander                                 | 1898–1969  | Unternehmer, Pharmazeut und Chemiker                                                                              |
|      | Walo von Greyerz                             | 1898–1976  | Rechtsanwalt, Journalist, Grossrat des Kantons Bern, Nationalrat                                                  |
|      | August R. Lindt                              | 1905–2000  | Jurist, Diplomat und Hochkommissar der Vereinten Nationen für Flüchtlinge                                         |
|      | Harald Feller                                | 1913–2003  | Diplomat, Gerechter unter den Völkern                                                                             |
|      | Arist Rollier                                | 1919–1997  | Fürsprecher, Gerichtspräsident, Chef der Staatsanwaltschaft des Kantons Bern, Obmann des Schweizer Heimatschutzes |
|      | Rudolf Bohren                                | 1920–2010  | evangelisch-reformierter Theologe                                                                                 |
|      | Michael Lauber                               | * 1965     | Fürsprecher, Bundesanwalt                                                                                         |